# ملعب مدينة كيلتسي
ملعب مدينة كيلتسي هو ملعب متعدد الاستخدام يقع في مدينة كيلتسي البولندية . غالبا ما يتم استخدامه لمباريات كرة القدم . يسع الملعب لجلوس 15,500 متفرج . يعتبر الملعب الرسمي الذي يخوض فيه نادي كورونا كيلتسي مبارياته . تم افتتاح الملعب في سنة 2006 .